# George Carleton (évêque)
George Carleton (1559 - mai 1628) est un homme d'Église anglais, évêque de Llandaff (1618-1619). Il est délégué au synode de Dordrecht, aux Pays-Bas. De 1619 à 1628, il est évêque de Chichester.

## Biographie
Il est le fils de Guy Carleton de Carleton Hall dans le Cumberland, né à Norham dans le Northumberland, où son père est gardien du château de Norham. Il fait ses premières études auprès de Bernard Gilpin, l'« apôtre du Nord », à la Royal Kepier Grammar School de Houghton-le-Spring, Durham. En 1576, il est envoyé à St Edmund Hall, Oxford ; en 1579, il obtient sa maîtrise et, en 1580, est élu membre du Merton College d'Oxford. Il y acquiert une réputation de poète et d'orateur, et un disputeur habile en théologie.
En 1589, il devient vicaire de Mayfield, Sussex, poste qu'il occupe jusqu'en 1605, et en 1618, il est nommé évêque de Llandaff. La même année, il est choisi par Jacques Ier d'Angleterre, avec trois autres, pour représenter l'Église d'Angleterre au synode de Dordrecht. Il y proteste contre l'adoption du trente et unième article de la Confessio Belgica, qui affirme « que les ministres de la Parole de Dieu, en quelque lieu qu'ils soient établis, ont le même avantage de caractère, la même juridiction et autorité, en ce qui concerne ils sont tous également ministres du Christ, seul évêque universel et chef de l'Église. Carleton défend la doctrine de la succession apostolique en opposition à cet article de nivellement; sa protestation est vaine. Lorsque les députés anglais rentrent chez eux au printemps de 1619, les États néerlandais, en plus de payer les frais de leur voyage et de remettre à chacun une médaille d'or, envoient une lettre au roi dans laquelle il louent Carleton comme le plus grand homme de la compagnie et un modèle d'apprentissage et de piété.
Il est nommé à Chichester la même année. Il meurt en mai 1628. Carleton est le patron de Thomas Vicars, le célèbre théologien, qui épouse sa belle-fille. Le fils de l'évêque, Henry Carleton, représente Arundel au parlement de 1640, puis sert dans l'armée parlementaire.

## Travaux
Voici une liste incomplète de ses œuvres :
- Heroici Characteres, Oxon. 1603, 4to.
- Consensus Ecclesiae Catholicae contra Tridentinos ... 1613, 8vo.
- Carmen panegyricum ad Eliz. Angl. Reg., in vol. iii. de John Nichols Progresses of Queen Elizabeth, p. 180.
- Vita Bernardi Gilpini ... apud Anglos Aquilonares celeberrimi, 1628, 4to.
- Life of Bernard Gilpin, with the Sermon preached before Edward VI in 1552, Londres, 1636,8vo.
- Epistola ad Jacobum Sextum Brit. Regem' in the Miscellany of the Abbotsford Club (i. 1 13), Édimbourg, 1837.
- Tithes examined and proved to be due to the Clergie by a Divine Right, 1606, 4to, second edit. 1611.
- Jurisdiction Regall, Episcopall, papall, 1610, 4to.
- Directions to know the True Church, 1615, 8vo.
- An Oration made at the Hague before the Prince of Orange and the States Generall of the United Provinces, 1619, 4to.
- A Thankful Remembrance of God's Mercy in an Historicall Collection of the ... Deliverances of the Church and State of England ... from the beginning of Q. Elizabeth, Londres, 1624, 4to. Several editions.
- Astrologomania, the Madnesse of Astrologes; or, an Examination of Sir Christopher Heydon's Booke, intituled, 'A Defence of Judiciarie Astrologie', Londres, 1624, 4to.
- An Examination of those Things wherein the Author of the late "Appeale" holdeth the Doctrine of the Church of the Pelasgians and Arminians to be the Doctrines of the Church of England., Londres, 1626, 4to.
- His Testimony concerning the Presbyterian Discipline in the Low Countries and Episcopall Government here in England, Londres, 1642, 8vo.